# Чан, Джуджу
Хёнджу́ (ДжуДжу́) Чан (кор. 장현주, англ. Hyunju "Juju" Chang; 17 сентября 1965, Сеул, Южная Корея) — американская тележурналистка ABC News корейского происхождения, в настоящее время ведущая программы «Nightline». Ранее она работала специальным корреспондентом и внештатной ведущей в «Nightline», а также была ведущей утренней новостной программы ABC News «Доброе утро, Америка» с 2009 по 2011 год.

## Ранняя жизнь и образование
Хёнджу Чан родилась 17 сентября 1965 года в Сеуле, Южная Корея, в семье Чан Огёна и его жены Пальги и выросла в Саннивейле, штат Калифорния, после эмиграции ее семьи в США в 1969 году. В течение одного года она посещала среднюю школу Мэриан А. Питерсон, но после того, как эта школа была преобразована в среднюю школу, Чан окончила среднюю школу Адриана К. Уилкокса в 1983 году. В юном возрасте Чан была чемпионом страны по плаванию.
В 1987 году она с отличием окончила Стэнфордский университет, получив степень бакалавра гуманитарных наук в области политологии и коммуникаций. В Стэнфорде она была удостоена премии Эдвина Котрелла в области политических наук.

## Карьера

### Ранняя карьера
Чан начала работать на ABC в 1984 году в качестве референта. В 1991 году она стала продюсером и внештатным репортером «ABC World News Tonight», выпуская репортажи о событиях в прямом эфире и сюжеты для сегмента «Американская повестка дня». Её репортажные задания включали войну в Персидском заливе в 1991 году (во время которой она находилась в Дахране, Саудовская Аравия) и президентские выборы в США в 1992 году.
Для «World News Tonight» она подготовила серию статей о женском здоровье, которая в 1995 году получила премию Колумбийского университета имени Альфреда Дюпона в 1995 году. Она покинула «World News Tonight», чтобы стать репортером KGO-TV, филиала ABC в Сан-Франциско, где освещала государственные и местные новости.

### Возвращение на ABC News
Проработав год на KGO-TV, Чан вернулась на ABC News в 1996 году, заняв должность корреспондента новостной службы «NewsOne», дочерней компании ABC, в Вашингтоне, округ Колумбия. В «NewsOne» она освещала события в Белом доме, на Капитолийском холме и президентские выборы 1996 года.
Вернувшись в «World News Tonight» в 1998 году, она освещала такие события, как ураган Джордж, годовщину катастрофы на Чернобыльской АЭС и взрывы посольств США в Кении и Танзании. В 1999 году начала вести утренние выпуски новостей ABC News World News Now, затем ночную новостную программу и World News This Morning, где она сообщала о национальных и международных новостях.

### 20/20 иNightline
Чан опубликовала множество репортажей для новостного журнала ABC 20/20, в том числе статью о черном рынке частей тела альбиносов в Танзании в 2009 году. После перехода в GMA она вела репортажи о серьезных новостных событиях, а также продолжала вести программу «Nightline» на канале ABC, где освещала широкий спектр тем, включая случай заражения гепарином и индустрию экстракорпорального оплодотворения, и выступала в качестве ведущей в тематическом выпуске шоу, «Поединок лицом к лицу».

### «Доброе утро, Америка»
Чан стала первой американкой корейского происхождения, сыгравшей заметную роль в американском утреннем новостном телешоу, когда она присоединилась к программе «Доброе утро, Америка» 14 декабря 2009 года. В дополнение к своей роли ведущей новостей, она публикует новостные сюжеты и фрагменты для шоу.
Как ведущая программы новостей «Доброе утро, Америка», Чан рассказывала о землетрясении на Гаити в январе 2010 года. Она отправилась на Гаити, чтобы осветить последствия стихийного бедствия, опросила местных жителей и нашла родственников своей подруги-гаитянки. Позже, 11 сентября 2010 года, она приняла участие в спринтерском триатлоне в Хаусатоник-Вэлли, чтобы собрать деньги для оказания гуманитарной помощи ЮНИСЕФ на Гаити в сотрудничестве с «Доброе утро, Америка».
Для участия в серии репортажей, которые транслировались в «Доброе утро, Америка» 25 июня 2010 года, Чан отправилась в Сеул, Южная Корея. Во время своего визита в Южную Корею она взяла интервью у президента Южной Кореи Ли Мён Бака об отношениях между Северной и Южной Кореей после потопления южнокорейского военного корабля.
В сентябре 2011 года Чан брала интервью у Генерального секретаря Организации Объединенных Наций Пан Ги Муна в штаб-квартире ООН.

### Nightline
29 марта 2011 года было объявлено, что Чан покидает «Доброе утро, Америка», чтобы занять постоянную должность в «Nightline», сообщил президент ABC News Бен Шервуд. Чан стала специальным корреспондентом и постоянным ведущим. Последние 15 месяцев она работала редактором новостей в GMA, а также вела программы «20/20» и «Мировые новости», с которыми она продолжит сотрудничать. 27 марта 2014 года Чан была назначена соведущей «Nightline», заменив Синтию Макфадден, которая перешла NBC News.

### Другие работы
Помимо ABC, Чан также была ведущей сериала для PBS. В 1999 году она была ведущей семисерийного телесериала «Искусство женского здоровья». Сейчас она ведёт интерактивное цифровое шоу для ABC News под названием «Мамы становятся настоящими», цель которого – показать реалии современного материнства. Она также снялась в эпизодической роли в 19-м эпизоде второго сезона прайм-тайм-сериала ABC «Месть».

## Активизм
Чан снискала признание за свои глубокие и личные рассказы, которые охватывают широкий спектр актуальных национальных и международных событий — от стихийных бедствий до терроризма, вопросов расового равенства и женского здоровья и безопасности. В одной из своих подробных работ она критически анализирует противоречивую иммиграционную политику «Оставайся в Мексике», рассказывая о беременной женщине и её семье, которые в течение нескольких месяцев, вместе с 60 000 просителей убежища, находились в лагере вдоль Рио-Гранде.
Отмеченный наградами доклад Чан «Трансгендеры и мишени» о насилии в отношении цветных трансгендерных женщин по всей стране является завершением серии её статей, посвящённых ЛГБТК+ тематике. За свой рассказ, посвященный 25-й годовщине убийства Мэттью Шепарда и о наследии, которое его родители создали в его честь, Чан была удостоена премии GLAAD.
Чан освещает события, связанные с массовой стрельбой и множество проблем, поднятых перестрелками в ночном клубе «Pulse» в Орландо, на концерте в Лас-Вегасе, в школе Сэнди-хук в Ньютауне, штат Коннектикут, стрельбе в Монтерей-Парке.
Она рассказывала о глобальных проблемах климата, в том числе о поездке по Гватемале, в ходе которой изучала влияние «сухого коридора» на климатических беженцев, рассказывая об отчаявшейся фермерской семье, стоящей перед жестким выбором: голодная смерть или миграция. Чан постоянно освещала проблемы гендерного насилия в Центральной Африке, в том числе связанных с «Боко харам» и #bringbackourgirls. Она побывала в Гондурасе для репортажа «Фемицид: Нерассказанная война», в котором рассказывается о безудержном насилии в отношении женщин.
Во время пандемии COVID-19, Чан активно работала обширно освещая пандемию: научные аспекты, экономические последствия, расовое неравенство и влияние на отделения интенсивной терапии больниц и основных работников. После стрельбы в спа-салонах в Атланте в 2021 году, в которых погибло восемь человек, шесть из которых были женщинами азиатского происхождения ДжуДжу Чан стала одним из ведущих и вела репортаж с места событий для специального выпуска 20/20 «Убийство в Атланте». Она рассказывала о проблемах, с которыми столкнулись азиаты после начала пандемии, включая ненависть и преступления на расовой почве.
В 2015 году Чан была одним из организаторов ежегодного весеннего обеда, организованного Нью-йоркским обществом по предотвращению жестокого обращения с детьми.

## Награды
За свою работу в области тележурналистики Чан получила ряд наград. Её первой журналистской наградой стала премия Альфреда И. Дюпона в 1995 году за серию статей о женском здоровье, сделанных совместно с Питером Дженнингсом. В дополнение к премии Дюпона, Чан получила две премии «Грейси», одну за репортаж о судебном активизме для NOW, журнала новостей PBS, и одну за «Женщины и наука», очерк Бена Барреса, трансгендерного нейробиолога, для журнала 20/20. Она получила три премии «Эмми» за свою работу с телеканалом ABC, в том числе одну за роль корреспондента в прямом эфире телеканала ABC о лесных пожарах в Калифорнии в 2008 году. Она также получила премию «Фредди» (в области здравоохранения и медицинских СМИ) за сериал «Искусство женского здоровья», который она вела для PBS.

## Личная жизнь
С 2 декабря 1995 года ДжуДжу замужем за руководителем отдела новостей Нилом Шапиро (род.1958). В то время она приняла иудаизм. У Чан и Шапиро трое сыновей. Она принимает активное участие в жизни сообщества американцев азиатского происхождения, являясь одним из основателей Фонда сообщества американцев корейского происхождения и действительным членом Совета по международным отношениям.  По состоянию на 2011 год семья проживала в западной части Манхэттена.
Чан — тётя питчера «Милуоки Брюэрс» Митча Уайта.

## Избранная фильмография
| Год  |   | Русское название | Оригинальное название | Роль              |
| ---- | - | ---------------- | --------------------- | ----------------- |
| 2013 | с | Месть            | Revenge               | в роли самой себя |